# Dark Days/Light Years
| Recensione | Giudizio |
| ---------- | -------- |
| AllMusic   |          |

Dark Days/Light Years è il nono album discografico in studio del gruppo musicale gallese Super Furry Animals, pubblicato nel 2009.

## Il disco
Il disco è stato registrato presso il Faster Recording Studio di Cardiff.
L'album è stato reso disponibile il 16 marzo 2009 in formato digitale (scaricabile attraverso il sito della band) e il 21 aprile seguente in formato fisico etichettato Rough Trade Records.
Come per il precedente disco, l'artwork è stato curato dall'artista giapponese Keiichi Tanaami, insieme al gallese Pete Fowler.
Nel brano Inaugural Trams ha collaborato alla voce recitata Nick McCarthy dei Franz Ferdinand.

## Tracce
1. Crazy Naked Girls - 6:15
2. Mt. - 4:25
3. Moped Eyes - 4:13
4. Inaugural Trams - 5:19
5. Inconvenience - 3:42
6. Cardiff in the Sun - 8:16
7. The Very Best of Neil Diamond - 4:14
8. Helium Hearts - 2:50
9. White Socks/Flip Flops - 5:09
10. Where Do You Wanna Go? - 2:28
11. Lliwiau Llachar (Bright Colours) - 3:12
12. Pric - 9:52

## Formazione
- Gruff Rhys - voce, chitarre, saz elettrico, tastiere
- Huw Bunford - chitarre, basso, voce, cori
- Cian Ciaran - tastiere, strumenti elettronici, chitarra, voce, cori
- Guto Pryce - basso
- Dafydd Ieuan - batteria, cori